# تاتسویا کاموهارا
تاتسویا کاموهارا (انگلیسی: Tatsuya Kamohara؛ زادهٔ ۸ ژوئیهٔ ۱۹۸۳) بازیکن فوتبال اهل ژاپن است.
از باشگاه‌هایی که در آن بازی کرده‌است می‌توان به باشگاه فوتبال ساگان توسو اشاره کرد.